# Kenneth Ring
Kenneth Ring (1935) es profesor emérito de psicología en la Universidad de Connecticut, y un investigador en el campo de los estudios sobre experiencias cercanas a la muerte (ECM).

## Biografía
Ring es el cofundador y expresidente de la International Association for Near-Death Studies (IANDS) y es el editor fundador de la revista Journal of Near-Death Studies.
Ring nació en San Francisco, California, y actualmente vive en Kentfield, California. En noviembre de 2008, visitó Israel como parte de una delegación de paz y, posteriormente, protestaron por los ataques aéreos israelíes en la Franja de Gaza como totalmente desproporcionados.
Publicó su libro Life at Death publicado por William Morrow and Company en 1980. En 1984, la compañía publicó el segundo libro de Ring, Heading Toward Omega. Ambos libros tratan las ECM y cómo cambian las vidas de las personas. Otros libros de Ring incluyen el The Omega Project: Near-Death Experiences, Ufo Encounters, and Mind at Large (1992), Mindsight: Near-death and out-of-body experiences in the blind (1999) y Lessons from the Light (2000). También es el coautor de Methods of Madness: The Mental Hospital as a Last Resort.